# Миангас
Миангас (Пальмас, индон. Pulau Miangas, таг. Pulo ng Palmas) — остров в Индонезии, один из 92 внешних островов.

## География
Миангас — один из северных островов страны (севернее только острова в провинции Ачех), расположен у филиппинского острова Минданао на границах Филиппинского моря и моря Сулавеси. Южнее расположены острова Талауд, с которыми Миангас входит в округ провинции Северный Сулавеси.
От Манадо, административного центра провинции Северный Сулавеси, остров отделяет 521 км, тогда как до побережья Минданао — всего 87 км.
Остров имеет размеры 3 км на 1,2 км. Высота обычно не превышает 1,5-2 м над уровнем моря, но в северо-восточной части расположена скала высотой 111 м и утёс на морем высотой 46 м Покрыт Миангас преимущественно кокосовыми пальмами.
.

## Население
Согласно переписи 2010 года, на острове проживало 728 человек; по данным 2022 года население составляло 816 жителей. Жители острова разговаривают на индонезийском и талаудском языках, старшее поколение в общении может использовать тагалог.
Основа экономики — рыболовство. Женщины также плетут циновки из листьев пандана..

## История
Из европейцев первыми острова достигли участники экспедиции Гарсиа Хофре де Лоайса в 1526 году. Остров в Европе отмечался на испанских картах как Isla de las Palmas, на португальских — как Ilha de Palmeiras («Остров пальм»).
Остров был предметом спора между Нидерландами, контролировавшими Индонезию, и Испанией с США, в разное время контролировавшими Филиппины. Согласно Парижскому договору, территория Филиппин была полностью определена, а Миангас находился в установленной территории. 21 января 1906 года генерал Леонард Вуд, на тот момент губернатор провинции Моро, посетил остров. Он обнаружил развевающийся над островом флаг Нидерландов, говорящий о том, что это территория Голландской Ост-Индии. Правительство США передало этот вопрос Нидерландам через свое посольство в Гааге 31 марта. 17 октября Министерство иностранных дел Нидерландов ответило с указанием причин, по которым остров был включен в Голландскую Ост-Индию. 23 января 1925 года Нидерланды и США передали дело в Постоянную палату третейского суда. 4 апреля 1928 года судья Макс Хубер из Швейцарии огласил решение, что остров является частью территории Нидерландов.
Тем не менее, вопрос о принадлежности острова неоднократно поднимался уже ставшими независимыми Индонезией и Филиппинами. Лишь в 2014 году правительствами стран официально была проведена демаркация морских границ, Миангас был признан находящимся в водах Индонезии. После этого Индонезией на острове был построен аэропорт, на торжественном открытии которого в 2016 году присутствовал Джоко Видодо. Раз в неделю на Миангас прибывают самолёты из аэропорта Манадо

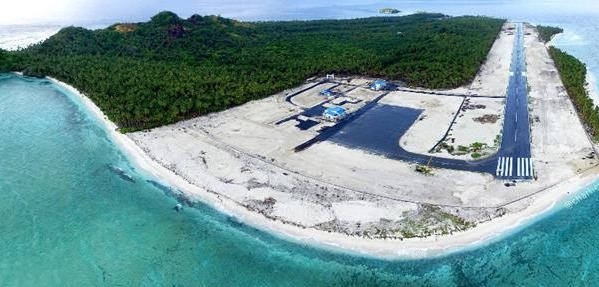
Аэропорт Миангас

.